# Szenische Fotografie
Die Szenische Fotografie ist ein Genre der Fotografie.
Ausgehend von einer konkreten Bildidee, die ihren Ursprung in historischen Referenzen der Kunst- und Filmgeschichte, literarischen Anregungen, Träumen und Begebenheiten haben kann, entwickelt der Künstler ein Set. Schauspieler oder Laien werden angeregt, Szenen zu erspielen, um Fotografien erzeugen zu können. Dabei werden an den jeweiligen Locations oder im Studio bestimmte Lichtverhältnisse und Requisiten eingesetzt, ähnlich einer Filmaufnahme für einen Spielfilm.

## Erscheinungsformen
Es gibt dabei verschiedene Ausprägungen: Szenische Fotografien findet man zum Beispiel bei dem Berliner Künstler Matthias Leupold, geb. 1959, der mit künstlerischen Foto-Arbeiten seine visuellen Kritiken fotografisch formuliert hat (Serie Fahnenappell, Berlin 1988/89, Leupolds Gartenlaube-Liebhaberaufnahmen in Erinnerung an ein deutsches Familienblatt, 1994, Die Schönheit der Frauen, 1995). Leupold hat das Mittel der szenischen Fotografie auch spielerisch eingesetzt und Bildkonstellationen improvisiert. Die Möglichkeit des Improvisierens ist ein Vorteil gegenüber dem abgezirkelten Inszenieren im Theater und Spielfilm. Schauspieler und Fotograf können auf momentane Stimmungen und Lichtsituationen reagieren und von einem vorgefassten Konzept erheblich abweichen. Der Vorgang des Fotografierens hat in manchen Fällen etwas vom Charakter einer Performance. Szenische Fotografien werden als Einzelbilder oder auch Bildserien für Ausstellungen und Bücher konzipiert.
Weitere Vertreter des Szenischen Fotografierens sind Jeff Wall, geboren 1946 in Vancouver, und James Higginson, geboren 1957 in Pennsylvania.
Szenische Fotografien können auch das Ausgangsmaterial für einen Fotofilm darstellen.